# Elizabeth Hawthorne
Elizabeth Hawthorne, (30 de abril de 1947) es una actriz neozelandesa conocida por su papel de Mrs. Macready en la película de 2005, The Chronicles of Narnia: The Lion, the Witch and the Wardrobe y por la comedia The Frighteners. Hizo de Hera en Young Hercules y de Alcmena en Hercules: The Legendary Journeys en su primera temporada. Interpretó a la jueza Harriet Caldwell en la película de 2004, Raising Waylon.

## Filmografía

### Televisión
- Shortland Street (1995–96) ... Dr. Julia Thornton
- Young Hercules (1998-99)... Hera (4 episodios)
- Cleopatra 2525 (2000–01) ... Voz
- Outrageous Fortune (2007–10) ... Ngaire Munroe
- Burying Brian (2008)... Rhonda Welch
- Legend of the Seeker (2010) ... Prelate Annalina Aldurren
- Nothing Trivial (2011) ... Anne
- Filthy Rich (2016–) ...Nancy Truebridge
- Power Rangers Dino Charge ... Ms. Allister - Crítica de comida

### Películas
- Alex (1992) ...Mrs Benton
- The Chronicles of Narnia: The Lion, the Witch and the Wardrobe (2005) ... Mrs Macready
- Underworld: Rise of the Lycans (2009) ... Orsova
- Jack Be Nimble 1993 ... Esposa de Clarrie

## Premios
Hawthorne fue hecha oficial de la Orden del Mérito de Nueva Zelanda en 2011 por sus servicios al teatro.